# Atomaria gracilicornis
Atomaria gracilicornis är en skalbaggsart som beskrevs av Edmund Reitter 1887. Atomaria gracilicornis ingår i släktet Atomaria, och familjen fuktbaggar. Arten har ej påträffats i Sverige.